# Polystichum rhizophorum
Polystichum rhizophorum är en träjonväxtart som först beskrevs av Jenm., och fick sitt nu gällande namn av William Ralph Maxon. Polystichum rhizophorum ingår i släktet Polystichum och familjen Dryopteridaceae. Inga underarter finns listade.